# 丽贝卡·布兰克
丽贝卡·瑪格麗特·布兰克 （Rebecca Margaret Blank，1955年9月9日—2023年2月17日），美國經濟學家及政治人物，曾任威斯康辛大學麥迪遜分校總監，並曾於美國總統歐巴馬任內擔任美国商务部副部长，並兩度代理部長職務。布蘭克出生于密苏里州，以优异成绩畢業於明尼苏达大学经济學系，並拥有麻省理工学院经济学博士学位。